# 제니퍼 웨스트펠트
제니퍼 웨스트펠트(Jennifer Westfeldt, 1970년 2월 2일 ~ )는 미국의 배우이다.

## 영화
- 이브의 아름다운 키스
- 날 용서해줄래요?

## 텔레비전
- 저징 에이미
- 넘버스 (드라마)
- 프라이빗 프랙티스
- 그레이 아나토미
- 24 (드라마)
- 말하는 강아지 마사
- 걸스 (드라마)
- 영거 (TV 시리즈)
- 매드 어바웃 유
- 디스 이즈 어스

## 연극
- 세 자매 (희곡)